# جروب كازينو
تعد جروب كازينو أو كازينو جويشارد بيراشون مجموعة فرنسية للبيع بالتجزئة. تم تأسيسها في 2 أغسطس 1898 بواسطة جيفري جويشارد تحت اسم الشركة جويشارد بيراشون وشركاه. 
تعد جروب كازينو مصدرًا للعديد من الابتكارات مثل العلامة التجارية الأولى للموزع في عام 1901 ،  أول متجر للخدمة الذاتية في عام 1948  أو حتى عرض بيع ما قبل التاريخ على المنتجات الاستهلاكية في عام 1959. 
كلاعب تاريخي في تجارة التجزئة الجماعية في فرنسا ، بدأت المجموعة أيضًا في النمو عالميًا في نهاية التسعينيات. استحوذت على جي بي ايه و جروب اكسيتو في عام 1999 ، وشركات كبرى في التوزيع الشامل في البرازيل وكولومبيا .   تتواجد جروب كازينو في جميع الأشكال الغذائية وغير الغذائية: محلات السوبر ماركت والسوبر ماركت والمتاجر ومتاجر الخصم والجملة. بخلاف " جيان و "كازينو سوبر ماركت" ، تمتلك جروب كازينو علامات تجارية أخرى مثل مونوبري وفرانبري و ليدر برايز وكادسكاونت و فيفا و سبا و شيربا و بيتيت كازينو. 
يُشار إلى أن  جروب كازينو ، التي يديرها حاليًا جان تشارلز ناعوري ، مقتبسة في بورصة باريس ، مع شركة رالي كمساهم أغلبية. في عام 2017 ، بلغت قيمة التداول 37.8 مليون يورو. 

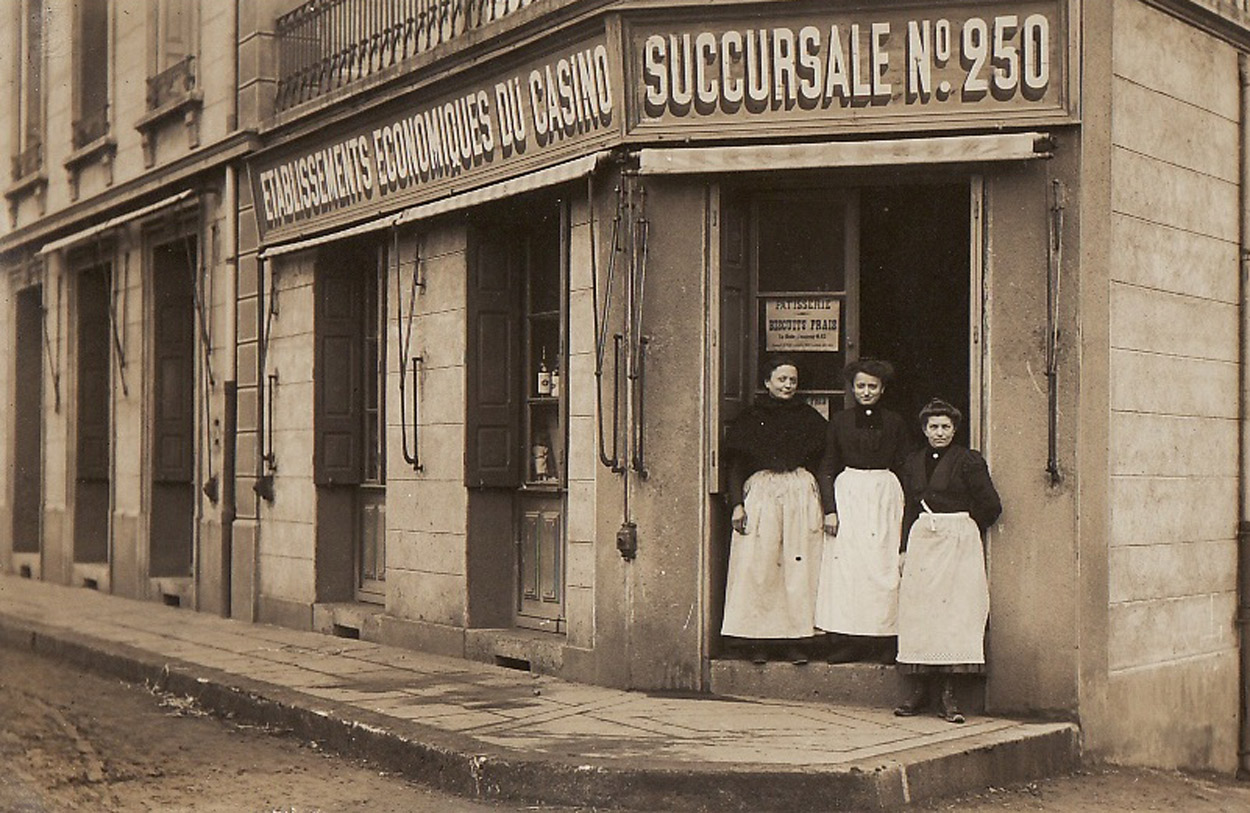
متجر لبيع الكازينو ، 1900

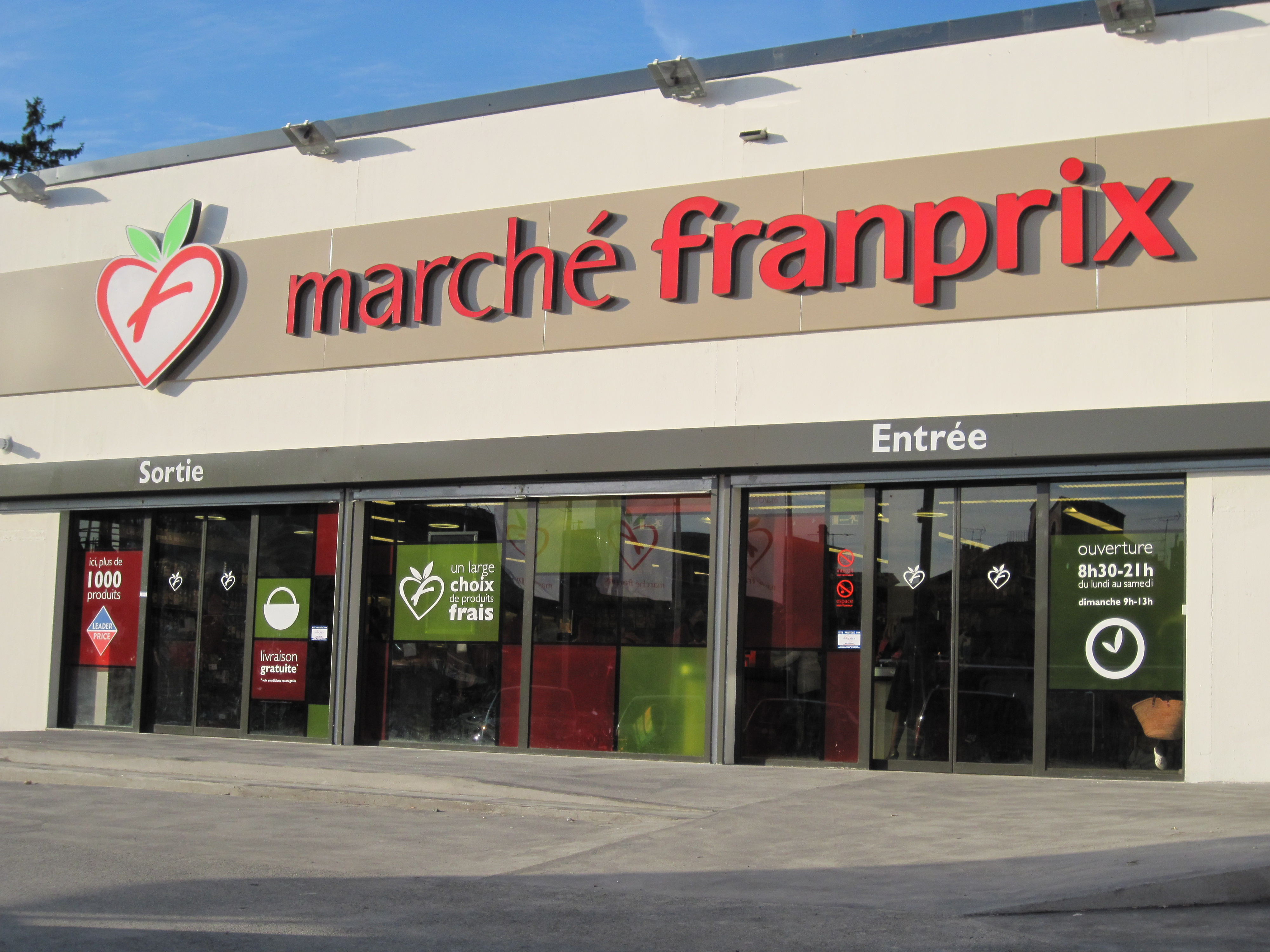
فرانبيكس أمام المتجر

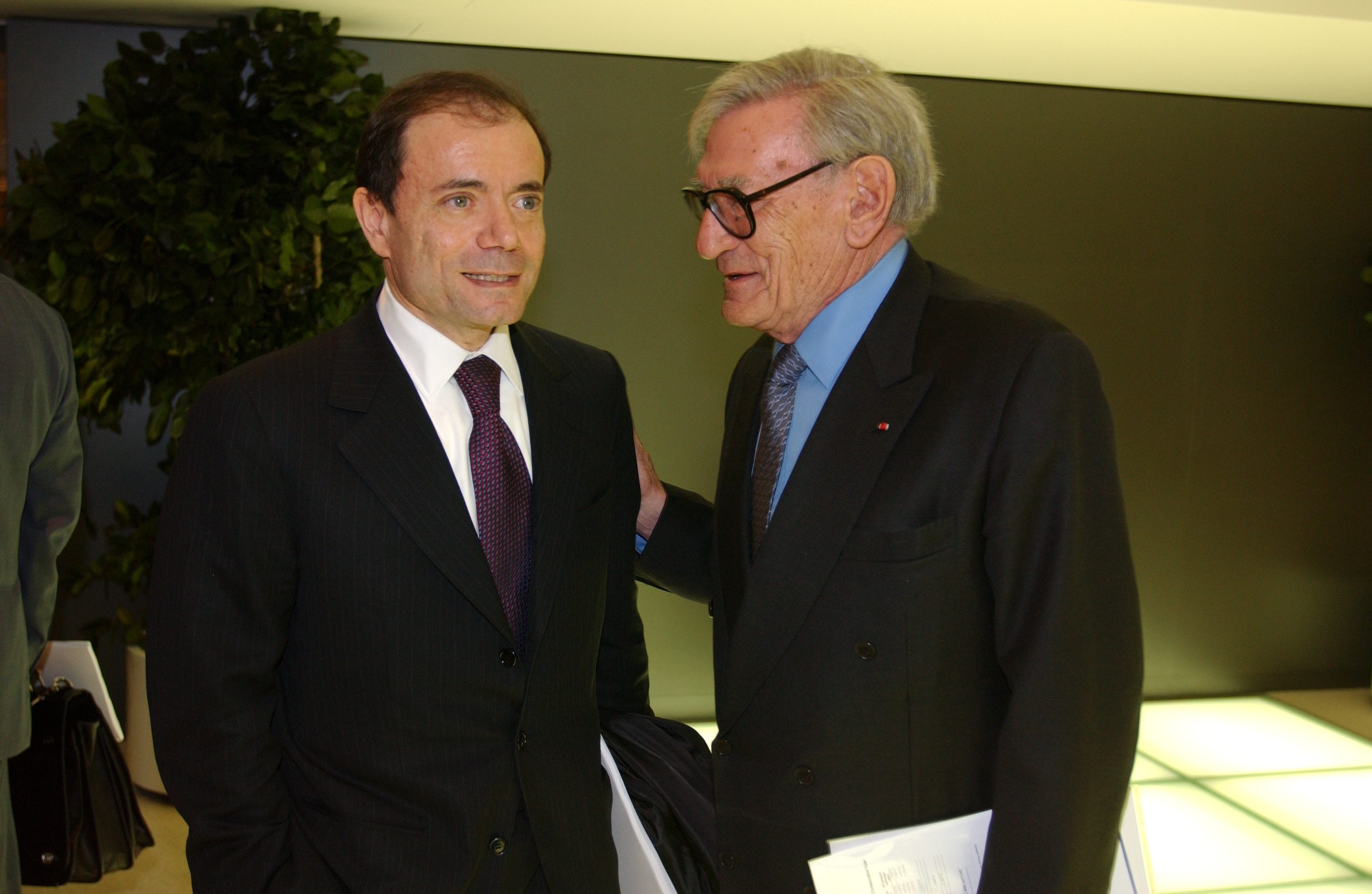
في عام 1992,جروب كازينو اندمجت مع جروب رالي المملوكة من قبل جان-تشارلز ناوري.

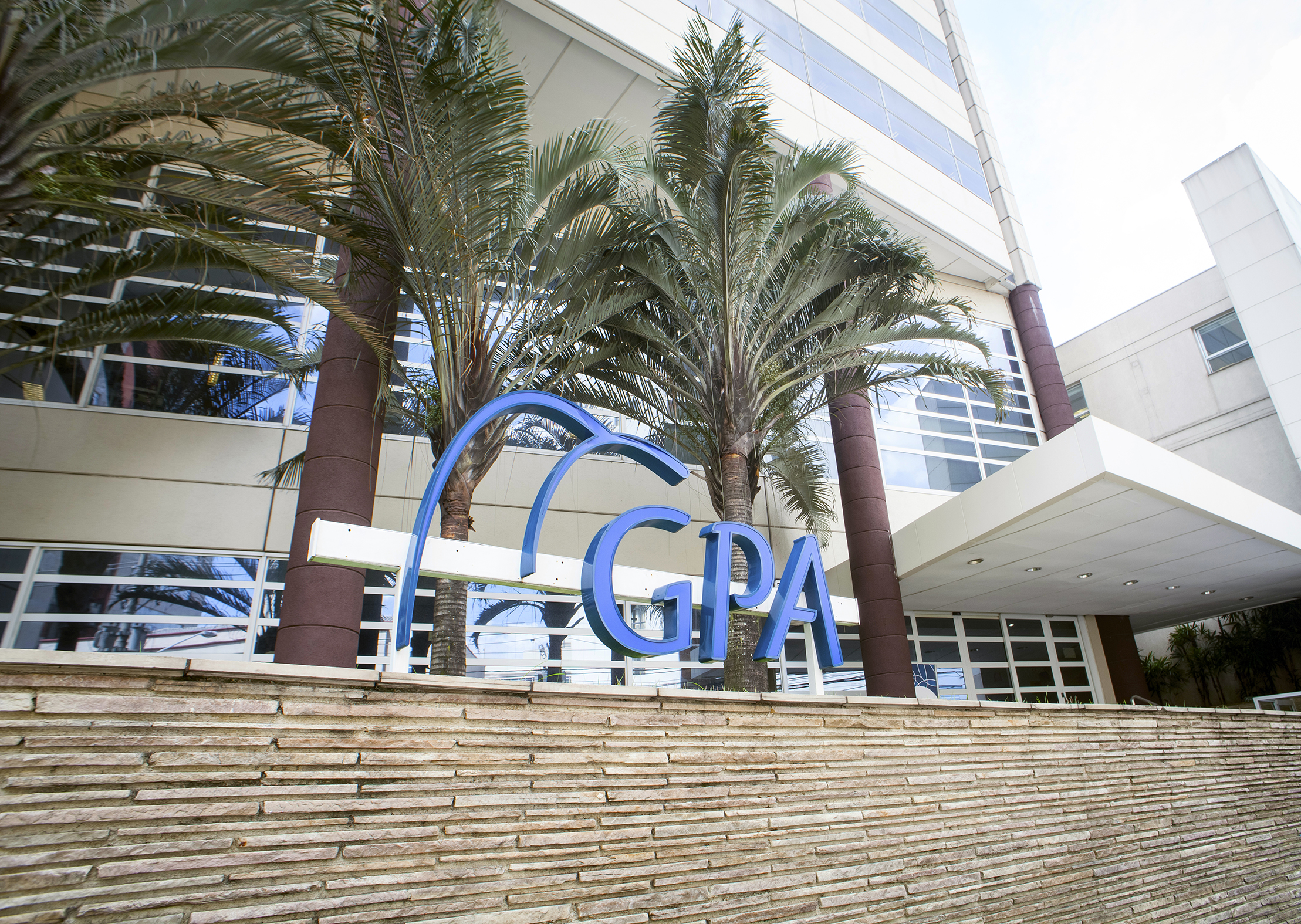
مقر جي بي ايه في البرازيل

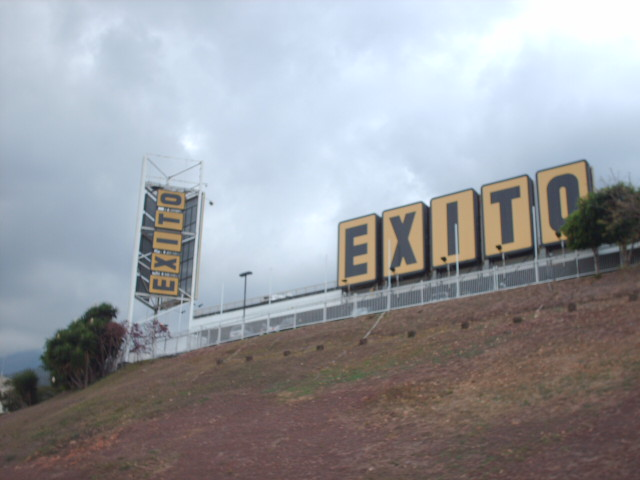
متجر ايكسيتو في كراكاس

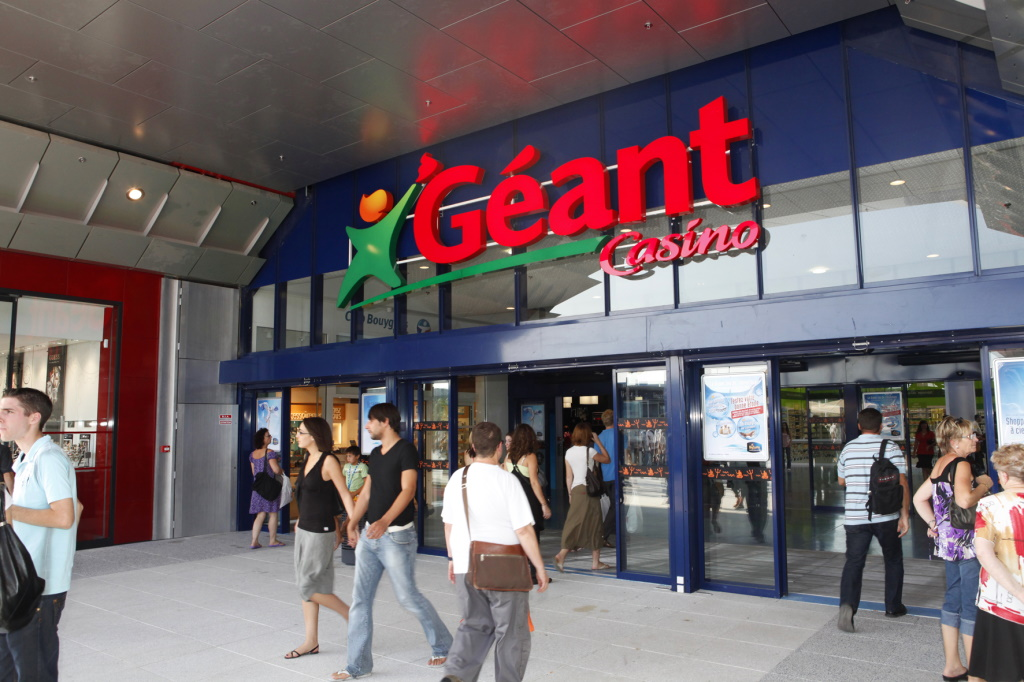
كازينو جيان هايبر ماركت

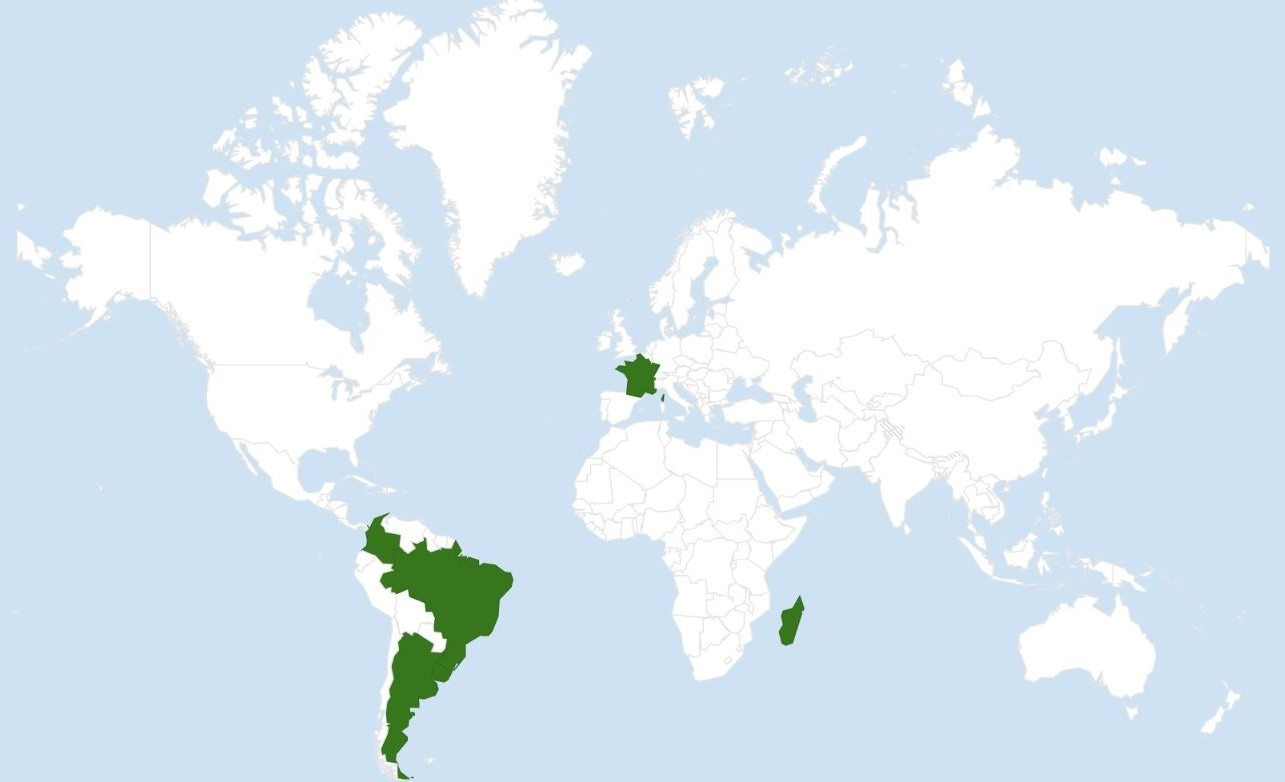
وجود كازينو العالمي

## مساهمة
كان جان تشارلز ناعوري أكبر مساهم في جروب كازينو منذ عام 1992 عبر شركته التابعة لشركة رالي. إن بلاك روك ، على الرغم من أنها مساهم أقلية ، هي المساهم الثاني. 

## روابط خارجية
- كازينو ريتشارد باراشون